# СССР на летних Олимпийских играх 1964
Команду СССР, выступившую на летних Олимпийских играх 1964 года,  составили 319 спортсменов (256 мужчин и 63 женщины). Хотя по количеству золотых медалей СССР и уступил сборной США, по общему количеству полученных медалей советская сборная превзошла американскую.
На этих играх советские спортсмены впервые выиграли медали в дзюдо (4 бронзы) и волейболе, который дебютировал так же как и дзюдо в программе игр. Мужская сборная СССР по волейболу стала первым в истории олимпийским чемпионом, а женщины взяли серебро. Баскетболисты выиграли четвёртое подряд серебро на олимпиадах, на третьей подряд олимпиаде медаль взяли ватерполисты, на сей раз, как и 8 лет назад в Мельбурне, бронзу. Хорошо выступили легкоатлеты, борцы, боксёры, фехтовальщики, байдарочники-каноисты. Впервые в истории было завоёвано золото в плавании. Гимнасты принесли 4 золота, причём Виктор Лисицкий выиграл 4 серебра, что является уникальным результатом. Героиней стала Лариса Латынина, ставшая в Токио девятикратной олимпийской чемпионкой. Два золота выиграла выдающаяся легкоатлетка Тамара Пресс. Свою седьмую золотую медаль выиграл гимнаст Борис Шахлин, пятикратной олимпийской чемпионкой стала гимнастка Полина Астахова, гребец академист Вячеслав Иванов добился выдающегося результата, став трёхкратным олимпийским чемпионом в одиночке.
Всего медали были выиграны в 18 видах спорта, из них золото в 11 видах (легкой и тяжёлой атлетике, волейболе, спортивной гимнастике, гребле на байдарках и каноэ, академической гребле, пятиборье, фехтовании, боксе, плавании и борьбе).

## Медалисты
| Медаль  | Спортсмен | Вид спорта                  | Дисциплина                                |
| ------- | --- | --------------------------- | ----------------------------------------- |
| Золото  | Станислав Степашкин | Бокс                        | Мужчины, полулёгкий вес                   |
| Золото  | Борис Лагутин | Бокс                        | Мужчины, 1-й средний вес                  |
| Золото  | Валерий Попенченко | Бокс                        | Мужчины, 2-й средний вес                  |
| Золото  | Александр Медведь | Вольная борьба              | Мужчины, до 97 кг                         |
| Золото  | Александр Иваницкий | Вольная борьба              | Мужчины, свыше 97 кг                      |
| Золото  | Анатолий Колесов | Греко-римская борьба        | Мужчины, до 78 кг                         |
| Золото  | Юрий Венгеровский Дмитрий Воскобойников Иван Бугаенков Николай Буробин Валерий Калачихин Важа Качарава Виталий Коваленко Станислав Люгайло Георгий Мондзолевский Юрий Поярков Эдуард Сибиряков Юрий Чесноков | Волейбол                    | Мужчины                                   |
| Золото  | Борис Шахлин | Спортивная гимнастика       | Мужчины, перекладина                      |
| Золото  | Елена Волчецкая Полина Астахова Людмила Громова Тамара Замотайлова Лариса Латынина Тамара Манина | Спортивная гимнастика       | Женщины, командные соревнования           |
| Золото  | Лариса Латынина | Спортивная гимнастика       | Женщины, вольные упражнения               |
| Золото  | Полина Астахова | Спортивная гимнастика       | Женщины, брусья                           |
| Золото  | Вячеслав Иванов | Академическая гребля        | Мужчины, одиночка                         |
| Золото  | Олег Тюрин Борис Дубровский | Академическая гребля        | Мужчины, двойка парная                    |
| Золото  | Николай Чужиков Анатолий Гришин Вячеслав Ионов Владимир Морозов | Гребля на байдарках и каноэ | Мужчины, байдарка-четвёрка, 1000 м        |
| Золото  | Андрей Химич Степан Ощепков | Гребля на байдарках и каноэ | Мужчины, каноэ-двойка, 1000 м             |
| Золото  | Людмила Хведосюк | Гребля на байдарках и каноэ | Женщины, байдарка-одиночка, 500 м         |
| Золото  | Валерий Брумель | Лёгкая атлетика             | Мужчины, прыжки в высоту                  |
| Золото  | Ромуальд Клим | Лёгкая атлетика             | Мужчины, метание молота                   |
| Золото  | Тамара Пресс | Лёгкая атлетика             | Женщиины, толкание ядра                   |
| Золото  | Тамара Пресс | Лёгкая атлетика             | Женщиины, метание диска                   |
| Золото  | Ирина Пресс | Лёгкая атлетика             | Женщиины, пятиборье                       |
| Золото  | Галина Прозуменщикова | Плавание                    | Женщиины, 200 м, брасс                    |
| Золото  | Игорь Новиков Виктор Минеев Альберт Мокеев | Современное пятиборье       | Мужчины, командное первенство             |
| Золото  | Алексей Вахонин | Тяжёлая атлетика            | Мужчины, до 56 кг                         |
| Золото  | Рудольф Плюкфельдер | Тяжёлая атлетика            | Мужчины, до 82,5 кг                       |
| Золото  | Владимир Голованов | Тяжёлая атлетика            | Мужчины, до 90 кг                         |
| Золото  | Леонид Жаботинский | Тяжёлая атлетика            | Мужчины, свыше 90 кг                      |
| Золото  | Марк Мидлер Герман Свешников Юрий Сисикин Виктор Жданович Юрий Шаров | Фехтование                  | Мужчины, рапира, командные соревнования   |
| Золото  | Григорий Крисс | Фехтование                  | Мужчины, шпага                            |
| Золото  | Нугзар Асатиани Умар Мавлиханов Борис Мельников Марк Ракита Яков Рыльский | Фехтование                  | Мужчины, сабля, командные соревнования    |
| Серебро | Николай Баглей Арменак Алачачян Геннадий Вольнов Юрис Калныньш Яак Липсо Юрий Корнеев Янис Круминьш Александр Петров Леван Мосешвили Валдис Муйжниекс Александр Травин Вячеслав Хрынин                       | Баскетбол                   | Мужчины                                   |
| Серебро | Великтон Баранников | Бокс                        | Мужчины, Лёгкий вес                       |
| Серебро | Евгений Фролов | Бокс                        | Мужчины, до 63,5 кг                       |
| Серебро | Ричардас Тамулис | Бокс                        | Мужчины, до 67 кг                         |
| Серебро | Алексей Киселёв | Бокс                        | Мужчины, 2-й средний вес                  |
| Серебро | Гулико Сагарадзе | Вольная борьба              | Мужчины, до 78 кг                         |
| Серебро | Владлен Тростянский | Греко-римская борьба        | Мужчины, до 57 кг                         |
| Серебро | Роман Руруа | Греко-римская борьба        | Мужчины, до 63 кг                         |
| Серебро | Анатолий Рощин | Греко-римская борьба        | Мужчины, свыше 97 кг                      |
| Серебро | Имант Бодниекс Виктор Логунов | Велоспорт                   | Мужчины, гонки на тандемах, 2000 м        |
| Серебро | Нелли Абрамова Астра Билтауэр Людмила Булдакова Людмила Гуреева Валентина Каменек Марита Катушева Нинель Луканина Валентина Мишак Татьяна Рощина Антонина Рыжова Инна Рыскаль Тамара Тихонина                | Волейбол                    | Женщины                                   |
| Серебро | Виктор Лисицкий | Спортивная гимнастика       | Мужчины, многоборье                       |
| Серебро | Борис Шахлин | Спортивная гимнастика       | Мужчины, многоборье                       |
| Серебро | Виктор Лисицкий Борис Шахлин Сергей Диомидов Виктор Леонтьев Юрий Цапенко Юрий Титов | Спортивная гимнастика       | Мужчины, командные соревнования           |
| Серебро | Виктор Лисицкий | Спортивная гимнастика       | Мужчины, вольные упражнения               |
| Серебро | Виктор Лисицкий | Спортивная гимнастика       | Мужчины, опорный прыжок                   |
| Серебро | Юрий Титов | Спортивная гимнастика       | Мужчины, перекладина                      |
| Серебро | Лариса Латынина | Спортивная гимнастика       | Женщины, многоборье                       |
| Серебро | Полина Астахова | Спортивная гимнастика       | Женщины, вольные упражнения               |
| Серебро | Лариса Латынина | Спортивная гимнастика       | Женщины, опорный прыжок                   |
| Серебро | Тамара Манина | Спортивная гимнастика       | Женщины, бревно                           |
| Серебро | Олег Федосеев | Лёгкая атлетика             | Мужчины, тройной прыжок                   |
| Серебро | Рейн Аун | Лёгкая атлетика             | Мужчины, десятиборье                      |
| Серебро | Георгий Прокопенко | Плавание                    | Мужчины, 200 м, брасс                     |
| Серебро | Игорь Новиков | Современное пятиборье       | Мужчины, личное первенство                |
| Серебро | Шота Квелиашвили | Стрельба пулевая            | Мужчины, произвольная винтовка, 3х40      |
| Серебро | Павел Сеничев | Стендовая стрельба          | Мужчины, траншейный стенд                 |
| Серебро | Владимир Каплунов | Тяжёлая атлетика            | Мужчины, до 67,5 кг                       |
| Серебро | Виктор Куренцов | Тяжёлая атлетика            | Мужчины, до 75 кг                         |
| Серебро | Юрий Власов | Тяжёлая атлетика            | Мужчины, свыше 90 кг                      |
| Серебро | Галина Горохова Валентина Прудскова Татьяна Самусенко Валентина Растворова Людмила Шишова | Фехтование                  | Женщины, рапира, командные соревнования   |
| Бронза  | Станислав Сорокин | Бокс                        | Мужчины, до 51 кг                         |
| Бронза  | Вадим Емельянов | Бокс                        | Мужчины, свыше 81 кг                      |
| Бронза  | Айдын Ибрагимов | Вольная борьба              | Мужчины, до 57 кг                         |
| Бронза  | Нодар Хохашвили | Вольная борьба              | Мужчины, до 63 кг                         |
| Бронза  | Давид Гванцеладзе | Греко-римская борьба        | Мужчины, до 70 кг                         |
| Бронза  | Виктор Агеев Эдуард Егоров Зенон Борткевич Игорь Грабовский Борис Гришин Николай Калашников Николай Кузнецов Владимир Кузнецов Борис Попов Леонид Осипов Владимир Семёнов                                    | Водное поло                 | Мужчины                                   |
| Бронза  | Юрий Цапенко | Спортивная гимнастика       | Мужчины, конь                             |
| Бронза  | Борис Шахлин | Спортивная гимнастика       | Мужчины, кольца                           |
| Бронза  | Полина Астахова | Спортивная гимнастика       | Женщины, многоборье, личное первенство    |
| Бронза  | Лариса Латынина | Спортивная гимнастика       | Женщины, брусья                           |
| Бронза  | Лариса Латынина | Спортивная гимнастика       | Женщины, бревно                           |
| Бронза  | Евгений Пеняев | Гребля на байдарках и каноэ | Мужчины, каноэ-одиночка, 1000 м           |
| Бронза  | Арон Боголюбов | Дзюдо                       | Мужчины, до 68 кг                         |
| Бронза  | Олег Степанов | Дзюдо                       | Мужчины, до 68 кг                         |
| Бронза  | Анзор Кикнадзе | Дзюдо                       | Мужчины, свыше 80 кг                      |
| Бронза  | Парнаоз Чиквиладзе | Дзюдо                       | Мужчины, свыше 80 кг                      |
| Бронза  | Сергей Филатов | Конный спорт                | Мужчины, выездка, личное первенство       |
| Бронза  | Иван Калита Иван Кизимов Сергей Филатов | Конный спорт                | Мужчины, выездка, командное первенство    |
| Бронза  | Анатолий Михайлов | Лёгкая атлетика             | Мужчины, бег 110 м с барьерами            |
| Бронза  | Иван Беляев | Лёгкая атлетика             | Мужчины, бег 3000 м с препятствиями       |
| Бронза  | Владимир Голубничий | Лёгкая атлетика             | Мужчины, ходьба 20 км                     |
| Бронза  | Игорь Тер-Ованесян | Лёгкая атлетика             | Мужчины, прыжки в длину                   |
| Бронза  | Виктор Кравченко | Лёгкая атлетика             | Мужчины, тройной прыжок                   |
| Бронза  | Янис Лусис | Лёгкая атлетика             | Мужчины, метание копья                    |
| Бронза  | Таисия Ченчик | Лёгкая атлетика             | Женщины, прыжки в высоту                  |
| Бронза  | Татьяна Щелканова | Лёгкая атлетика             | Женщины, прыжки в длину                   |
| Бронза  | Галина Зыбина | Лёгкая атлетика             | Женщины, толкание ядра                    |
| Бронза  | Елена Горчакова | Лёгкая атлетика             | Женщины, метание копья                    |
| Бронза  | Галина Быстрова | Лёгкая атлетика             | Женщины, пятиборье                        |
| Бронза  | Светлана Бабанина | Плавание                    | Женщины, 200 м, брасс                     |
| Бронза  | Татьяна Савельева Светлана Бабанина Татьяна Девьятова Наталья Устинова | Плавание                    | Женщины, комбинированная эстафета 4х100 м |
| Бронза  | Галина Алексеева | Прыжки в воду               | Женщины, вышка                            |
| Бронза  | Альберт Мокеев | Современное пятиборье       | Мужчины                                   |
| Бронза  | Гурам Костава | Фехтование                  | Мужчины, шпага, личное первенство         |
| Бронза  | Умяр Мавлиханов | Фехтование                  | Мужчины, сабля, личное первенство         |

### Медали по видам спорта
| Спорт                       | Золото | Серебро | Бронза | Всего |
| --------------------------- | ------ | ------- | ------ | ----- |
| Лёгкая атлетика             | 5      | 2       | 11     | 18    |
| Спортивная гимнастика       | 4      | 10      | 5      | 19    |
| Тяжёлая атлетика            | 4      | 3       | 0      | 7     |
| Борьба                      | 3      | 4       | 3      | 10    |
| Бокс                        | 3      | 4       | 2      | 9     |
| Фехтование                  | 3      | 1       | 2      | 6     |
| гребля на байдарках и каноэ | 3      | 0       | 1      | 4     |
| Академическая гребля        | 2      | 0       | 0      | 2     |
| Плавание                    | 1      | 1       | 2      | 4     |
| Современное пятиборье       | 1      | 1       | 1      | 3     |
| Волейбол                    | 1      | 1       | 0      | 2     |
| Стрельба                    | 0      | 2       | 0      | 2     |
| Баскетбол                   | 0      | 1       | 0      | 1     |
| Велоспорт                   | 0      | 1       | 0      | 1     |
| Дзюдо                       | 0      | 0       | 4      | 4     |
| Конный спорт                | 0      | 0       | 2      | 2     |
| Прыжки в воду               | 0      | 0       | 1      | 1     |
| Водное поло                 | 0      | 0       | 1      | 1     |

## Результаты соревнований

### Академическая гребля
В следующий раунд из каждого заезда проходили несколько лучших экипажей (в зависимости от дисциплины). В финал A выходили 6 сильнейших экипажей, ещё 6 экипажей, выбывших в отборочном заезде, распределяли места в малом финале B.
Мужчины
Как и 4 года назад борьба за золотую медаль в соревнованиях одиночек развернулась между советским гребцом Вячеславом Ивановым и немцем Ахимом Хиллем. Финал проходил в очень ветреную погоду, из-за чего старт отложили на полчаса. Первые 500 метров дистанции оба спортсмена прошли вровень, но затем Хилль стал наращивать темп и к середине дистанции его преимущество над Ивановым составляло почти 5 секунд. Ещё через 500 метров он выигрывал более 7 секунд. Однако на заключительном отрезке Иванов стал очень быстро настигать немецкого гребца и незадолго до финиша смог его опередить. На финише преимущество Иванова составляло 3,73 секунды, таким образов Вячеслав на последних 500 метрах выиграл у Хилля 11 секунд. Третье место занял швейцарский гребец Готтфрид Коттман.
По словам Иванова до начала финального заезда своим главным соперником он считал американца Сперо, которому проиграл на предварительном раунде, а Хилля, который не попал в финал последнего чемпионата Европы, не воспринимал как серьёзного соперника. На середине дистанции Иванов впервые обернулся и увидел, что Хилль значительно его опережает. Тем не менее Иванов решил, что легко отыграет это отставание, но когда за 500 метров разрыв увеличился, то Вячеславу пришлось резко увеличивать свой темп. По ходу заключительного отрезка количество гребков у советского гребца достигало 44 в минуту. После окончания заезда Иванова вынесли из лодки без сознания.
| Соревнование | Спортсмены                      | Предварительный заезд | Предварительный заезд | Предварительный заезд | Отборочный заезд | Отборочный заезд | Отборочный заезд | Финал                  | Финал                  | Итоговое место         |
| Соревнование | Спортсмены                      | Заезд                 | Время                 | Место                 | Заезд            | Время            | Место            | Время                  | Место                  | Итоговое место         |
| ------------ | ------------------------------- | --------------------- | --------------------- | --------------------- | ---------------- | ---------------- | ---------------- | ---------------------- | ---------------------- | ---------------------- |
| одиночки     | Вячеслав Иванов                 | 2                     | 7:53,55               | 2                     | 3                | 7:31,76          | 1 QA             | Финал A                | Финал A                | 1                      |
| одиночки     | Вячеслав Иванов                 | 2                     | 7:53,55               | 2                     | 3                | 7:31,76          | 1 QA             | 8:22,51                | 1                      | 1                      |
| двойки       | Валентин Борейко Олег Голованов | 2                     | 7:37,35               | 4                     | 1                | 7:42,54          | 4                | завершили выстпупление | завершили выстпупление | завершили выстпупление |

### Волейбол

#### Мужчины
Состав команды
| Мужская сборная СССР по волейболу | Мужская сборная СССР по волейболу | Мужская сборная СССР по волейболу | Мужская сборная СССР по волейболу | Мужская сборная СССР по волейболу | Мужская сборная СССР по волейболу | Мужская сборная СССР по волейболу | Мужская сборная СССР по волейболу |
| №                                 | Имя                               | Дата рождения                     | Рост                              | Вес                               | Клуб                              | Игры                              | Очки                              |
| --------------------------------- | --------------------------------- | --------------------------------- | --------------------------------- | --------------------------------- | --------------------------------- | --------------------------------- | --------------------------------- |
| 1                                 | Юрий Чесноков                     | 22.01.1933                        | 189                               | 88                                | ЦСКА Москва                       | 8                                 | 33                                |
| 2                                 | Юрий Венгеровский                 | 26.10.1938                        | 181                               | 79                                | ЦСКА Москва                       | 9                                 | 3                                 |
| 3                                 | Эдуард Сибиряков                  | 27.11.1941                        | 197                               | 100                               | «Буревестник» Одесса              | 2                                 | 6                                 |
| 4                                 | Дмитрий Воскобойников             | 06.03.1941                        | 186                               | 90                                | «Буревестник» Москва              | 7                                 | 32                                |
| 5                                 | Важа Качарава                     | 02.01.1937                        | 186                               | 85                                | «Буревестник» Тбилиси             | 7                                 | 27                                |
| 6                                 | Станислав Люгайло                 | 01.01.1938                        | ?                                 | ?                                 | «Радиотехник» Рига                | 0                                 | 0                                 |
| 7                                 | Виталий Коваленко                 | 17.03.1934                        | 185                               | 83                                | ЦСКА Москва                       | 5                                 | 12                                |
| 8                                 | Юрий Поярков                      | 10.02.1937                        | 186                               | 82                                | «Буревестник» Харьков             | 8                                 | 13                                |
| 9                                 | Иван Бугаенков                    | 18.02.1938                        | 182                               | 82                                | «Радиотехник» Рига                | 9                                 | 46                                |
| 10                                | Николай Буробин                   | 25.05.1937                        | 181                               | 82                                | ЦСКА Москва                       | 8                                 | 19                                |
| 11                                | Валерий Калачихин                 | 20.05.1939                        | 176                               | 80                                | СКА Ростов-на-Дону                | 9                                 | 0                                 |
| 12                                | Георгий Мондзолевский             | 26.01.1934                        | 172                               | 74                                | ЦСКА Москва                       | 9                                 | 0                                 |

Результаты
Итоговая таблица
| Место |                  | Матчи | Матчи | Матчи | Сеты | Сеты | Сеты  | Очки |
| Место | И                | В     | П     | В     | П    | В:П  |       | Очки |
| ----- | ---------------- | ----- | ----- | ----- | ---- | ---- | ----- | ---- |
| 1     | СССР             | 9     | 8     | 1     | 25   | 5    | 5,000 | 16   |
| 2     | Чехословакия     | 9     | 8     | 1     | 26   | 10   | 2,600 | 16   |
| 3     | Япония           | 9     | 7     | 2     | 22   | 12   | 1,833 | 14   |
| 4     | Румыния          | 9     | 6     | 3     | 19   | 15   | 1,266 | 12   |
| 5     | Болгария         | 9     | 5     | 4     | 20   | 14   | 1,429 | 10   |
| 6     | Венгрия          | 9     | 4     | 5     | 18   | 18   | 1,000 | 8    |
| 7     | Бразилия         | 9     | 3     | 6     | 13   | 23   | 0,565 | 6    |
| 8     | Нидерланды       | 9     | 2     | 7     | 9    | 24   | 0,375 | 4    |
| 9     | США              | 9     | 2     | 7     | 10   | 23   | 0,435 | 4    |
| 10    | Республика Корея | 9     | 0     | 9     | 9    | 27   | 0,333 | 0    |

| Дата  |      | Счёт |                  | Сеты  | Сеты  | Сеты  | Сеты  | Сеты | Отчёт |
| Дата  | 1    | Счёт | 2                | 3     | 4     | 5     |       |      | Отчёт |
| ----- | ---- | ---- | ---------------- | ----- | ----- | ----- | ----- | ---- | ----- |
| 13.10 | СССР | 3:0  | Румыния          | 15:8  | 15:10 | 15:9  |       |      |       |
| 14.10 | СССР | 3:0  | Нидерланды       | 15:8  | 15:13 | 15:11 |       |      |       |
| 15.10 | СССР | 3:0  | Республика Корея | 15:7  | 15:5  | 15:6  |       |      |       |
| 17.10 | СССР | 3:0  | Венгрия          | 15:9  | 15:13 | 15:11 |       |      |       |
| 18.10 | СССР | 3:2  | Чехословакия     | 15:9  | 15:8  | 5:15  | 10:15 | 15:7 |       |
| 19.10 | СССР | 1:3  | Япония           | 16:14 | 5:15  | 8:15  | 10:15 |      |       |
| 21.10 | СССР | 3:0  | США              | 15:6  | 15:5  | 15:4  |       |      |       |
| 22.10 | СССР | 3:0  | Болгария         | 15:2  | 16:14 | 15:13 |       |      |       |
| 23.10 | СССР | 3:0  | Румыния          | 15:7  | 15:6  | 15:9  |       |      |       |

### Гимнастика

#### Спортивная гимнастика
Женщины
| Спортсмены                                                                                       | Снаряд                | Квалификация | Квалификация | Финал     | Финал     |
| Спортсмены                                                                                       | Снаряд                | Очки         | Место        | Очки      | Место     |
| ------------------------------------------------------------------------------------------------ | --------------------- | ------------ | ------------ | --------- | --------- |
| Полина Астахова                                                                                  | абсолютное первенство |              |              | 76,965    | 3         |
| Полина Астахова                                                                                  | вольные упражнения    | 19,400       | 2            | 19,500    | 2         |
| Полина Астахова                                                                                  | опорный прыжок        | 19,032       | 7            | Не прошла | Не прошла |
| Полина Астахова                                                                                  | разновысокие брусья   | 19,333       | 2            | 19,332    | 1         |
| Полина Астахова                                                                                  | бревно                | 19,200       | 5            | 19,366    | 4         |
| Полина Астахова Елена Волчецкая Людмила Громова Тамара Замотайлова Лариса Латынина Тамара Манина | командное первенство  |              |              | 380,890   | 1         |

### Плавание
Соревнования по плаванию прошли с 11 по 18 октября.
Личные награды смогли завоевать 3 советских брассиста. Светлана Бабанина в предварительном заплыве на 200 м брассом показала 2:48.3 и обновила олимпийский рекорд, впервые в истории советского плавания. В финальном заплыве С. Бабанина заняла 3-е место, а выиграла дистанцию другая советская спортсменка — Галина Прозуменщикова, обновив олимпийский рекорд с результатом 2:46.40. Среди мужчин на дистанции 200 м брассом в финал прошли сразу 3 советских спортсмена: Георгий Прокопенко, Владимир Косинский и Александр Тутакаев. В финальном заплыве серебро завоевал Георгий Прокопенко с результатом 2:28.20.
В женской комбинированной эстафете в предварительном заплыве выступили Татьяна Савельева, Светлана Бабанина, Татьяна Девятова и Наталья Быстрова. С результатом 4:39.10 девушки квалифицировались в финал и обновили олимпийский рекорд. В финальном заплыве эстафетная команда взяла бронзу (состав — Татьяна Савельева, Светлана Бабанина, Татьяна Девятова, Наталья Устинова).

#### Мужчины
| Дистанция               | Спортсмены                                                              | Предварительный раунд | Предварительный раунд | Предварительный раунд | Полуфинал                                                               | Полуфинал                                                               | Полуфинал                                                               | Финал                | Финал                |                      |
| Дистанция               | Спортсмены                                                              | Заплыв                | Результат             | Место                 | Заплыв                                                                  | Результат                                                               | Место                                                                   | Результат            | Место                |                      |
| ----------------------- | ----------------------------------------------------------------------- | --------------------- | --------------------- | --------------------- | ----------------------------------------------------------------------- | ----------------------------------------------------------------------- | ----------------------------------------------------------------------- | -------------------- | -------------------- | -------------------- |
| 100 м вольным стилем    | Владимир Шувалов                                                        | 6                     | 55.90                 | 24 Q                  | 3                                                                       | 55.80                                                                   | 17                                                                      | завершил выступление | завершил выступление | завершил выступление |
| 100 м вольным стилем    | Виктор Семченков                                                        | 9                     | 56.20                 | 28                    | завершил выступление                                                    | завершил выступление                                                    | завершил выступление                                                    | завершил выступление | завершил выступление |                      |
| 100 м вольным стилем    | Юрий Сумцов                                                             | 4                     | 56.30                 | 31                    | завершил выступление                                                    | завершил выступление                                                    | завершил выступление                                                    | завершил выступление | завершил выступление |                      |
| 400 м вольным стилем    | Семён Белиц-Гейман                                                      | 6                     | 4:19.40               | 4 Q                   | не проводится                                                           | не проводится                                                           | не проводится                                                           | 4:21.40              | 8                    |                      |
| 400 м вольным стилем    | Евгений Новиков                                                         | 3                     | 4:30.00               | 23                    | не проводится                                                           | не проводится                                                           | не проводится                                                           | завершил выступление | завершил выступление |                      |
| 400 м вольным стилем    | Александр Парамонов                                                     | 2                     | 4:34.00               | 31                    | не проводится                                                           | не проводится                                                           | не проводится                                                           | завершил выступление | завершил выступление |                      |
| 200 м на спине          | Виктор Мазанов                                                          | 2                     | 2:16.80               | 8 Q                   | 2                                                                       | 2:15.40                                                                 | 4 Q                                                                     | 2:15.90              | 6                    |                      |
| 200 м брассом           | Георгий Прокопенко                                                      | 2                     | 2:30.30               | 2 Q                   | 2                                                                       | 2:29.70                                                                 | 2 Q                                                                     | 2:28.20              | 2                    |                      |
| 200 м брассом           | Владимир Косинский                                                      | 4                     | 2:35.60               | 10 Q                  | 2                                                                       | 2:33.50                                                                 | 8 Q                                                                     | 2:38.10              | 8                    |                      |
| 200 м брассом           | Александр Тутакаев                                                      | 5                     | 2:36.90               | 14 Q                  | 2                                                                       | 2:30.50                                                                 | 3 Q                                                                     | 2:31.00              | 4                    |                      |
| 200 м баттерфляем       | Валентин Кузьмин                                                        | 3                     | 2:15.50               | 12 Q                  | 1                                                                       | 2:11.90                                                                 | 5 Q                                                                     | 2:11.30              | 5                    |                      |
| 200 м баттерфляем       | Олег Фотин                                                              | 4                     | 2:17.30               | 17                    | завершил выступление                                                    | завершил выступление                                                    | завершил выступление                                                    | завершил выступление | завершил выступление |                      |
| Эстафета                | Предварительный раунд                                                   | Предварительный раунд | Предварительный раунд | Предварительный раунд | Финал                                                                   | Финал                                                                   | Финал                                                                   | Финал                | Финал                |                      |
| Эстафета                | Состав                                                                  | Заплыв                | Результат             | Место                 | Состав                                                                  | Состав                                                                  | Состав                                                                  | Результат            | Место                |                      |
| 4×100 м вольным стилем  | Владимир Березин Владимир Шувалов Виктор Семченков Юрий Сумцов          | 2                     | 3:41.80               | 5 Q                   | Виктор Мазанов Владимир Шувалов Виктор Семченков Юрий Сумцов            | Виктор Мазанов Владимир Шувалов Виктор Семченков Юрий Сумцов            | Виктор Мазанов Владимир Шувалов Виктор Семченков Юрий Сумцов            | 3:42.10              | 6                    |                      |
| 4×200 м вольным стилем  | Семён Белиц-Гейман Владимир Березин Александр Парамонов Евгений Новиков | 1                     | 8:14.50               | 5 Q                   | Семён Белиц-Гейман Владимир Березин Александр Парамонов Евгений Новиков | Семён Белиц-Гейман Владимир Березин Александр Парамонов Евгений Новиков | Семён Белиц-Гейман Владимир Березин Александр Парамонов Евгений Новиков | 8:15.10              | 7                    |                      |
| 4×100 м комбинированная | Виктор Мазанов Александр Тутакаев Валентин Кузьмин Виктор Семченков     | 1                     | 4:07.60               | 4 Q                   | Виктор Мазанов Георгий Прокопенко Валентин Кузьмин Владимир Шувалов     | Виктор Мазанов Георгий Прокопенко Валентин Кузьмин Владимир Шувалов     | Виктор Мазанов Георгий Прокопенко Валентин Кузьмин Владимир Шувалов     | 4:04.20              | 4                    |                      |

#### Женщины
| Дистанция               | Спортсмены                                                            | Предварительный раунд | Предварительный раунд | Предварительный раунд | Полуфинал                                                             | Полуфинал                                                             | Полуфинал                                                             | Финал                 | Финал                 |
| Дистанция               | Спортсмены                                                            | Заплыв                | Результат             | Место                 | Заплыв                                                                | Результат                                                             | Место                                                                 | Результат             | Место                 |
| ----------------------- | --------------------------------------------------------------------- | --------------------- | --------------------- | --------------------- | --------------------------------------------------------------------- | --------------------------------------------------------------------- | --------------------------------------------------------------------- | --------------------- | --------------------- |
| 100 м вольным стилем    | Наталья Быстрова                                                      | 4                     | 1:04.00               | 19                    | завершила выступление                                                 | завершила выступление                                                 | завершила выступление                                                 | завершила выступление | завершила выступление |
| 100 м вольным стилем    | Наталья Устинова                                                      | 3                     | 1:04.20               | 20                    | завершила выступление                                                 | завершила выступление                                                 | завершила выступление                                                 | завершила выступление | завершила выступление |
| 400 м вольным стилем    | Наталья Быстрова                                                      | 4                     | 5:05.00               | 23                    | не проводится                                                         | не проводится                                                         | не проводится                                                         | завершила выступление | завершила выступление |
| 400 м вольным стилем    | Наталья Михайлова                                                     | 5                     | 5:08.00               | 29                    | не проводится                                                         | не проводится                                                         | не проводится                                                         | завершила выступление | завершила выступление |
| 100 м на спине          | Наталья Михайлова                                                     | 4                     | 1:11.40               | 12                    | не проводится                                                         | не проводится                                                         | не проводится                                                         | завершила выступление | завершила выступление |
| 100 м на спине          | Татьяна Савельева                                                     | 2                     | 1:11.80               | 15                    | не проводится                                                         | не проводится                                                         | не проводится                                                         | завершила выступление | завершила выступление |
| 200 м брассом           | Светлана Бабанина                                                     | 3                     | 2:48.30               | 1 Q                   | не проводится                                                         | не проводится                                                         | не проводится                                                         | 2:48.60               | 3                     |
| 200 м брассом           | Галина Прозуменщикова                                                 | 2                     | 2:49.00               | 4 Q                   | не проводится                                                         | не проводится                                                         | не проводится                                                         | 2:46.40               | 1                     |
| 100 м баттерфляем       | Татьяна Девятова                                                      | 3                     | 1:11.10               | 17                    | завершила выступление                                                 | завершила выступление                                                 | завершила выступление                                                 | завершила выступление | завершила выступление |
| 100 м баттерфляем       | Валентина Яковлева                                                    | 4                     | 1:11.20               | 18                    | завершила выступление                                                 | завершила выступление                                                 | завершила выступление                                                 | завершила выступление | завершила выступление |
| Эстафета                | Предварительный раунд                                                 | Предварительный раунд | Предварительный раунд | Предварительный раунд | Финал                                                                 | Финал                                                                 | Финал                                                                 | Финал                 | Финал                 |
| Эстафета                | Состав                                                                | Заплыв                | Результат             | Место                 | Состав                                                                | Состав                                                                | Состав                                                                | Результат             | Место                 |
| 4×100 м комбинированная | Татьяна Савельева Светлана Бабанина Татьяна Девятова Наталья Быстрова | 1                     | 4:39.10               | 1 Q                   | Татьяна Савельева Светлана Бабанина Татьяна Девятова Наталья Устинова | Татьяна Савельева Светлана Бабанина Татьяна Девятова Наталья Устинова | Татьяна Савельева Светлана Бабанина Татьяна Девятова Наталья Устинова | 4:39.20               | 3                     |